# غاري لان
غاري لان (بالإنجليزية: Gary Lane)‏ هو لاعب شطرنج أسترالي، ولد في 4 نوفمبر 1964 في المملكة المتحدة.

## وصلات خارجية
- غاري لان على موقع الاتحاد الدولي للشطرنج (الإنجليزية)
- غاري لان على موقع مباريات الشطرنج (الإنجليزية)
- غاري لان على موقع 365Chess.com (الإنجليزية)
- غاري لان على موقع Chesstempo.com (الإنجليزية)
- غاري لان سجل أولمبياد الشطرنج على موقع OlimpBase.org (الإنجليزية)